# 阿列克謝·菲利潘科
阿列克謝·弗拉基米爾·菲利潘科（英語：Alexei Vladimir Filippenko，1958年7月25日—）是一位美國天体物理学家和加州大學柏克萊分校天文學教授，因研究Ia超新星而聞名。

## 生平
菲利潘科於1958年7月25日在美國奥克兰的一個烏克蘭家庭中出生。他在多斯·普艾布羅高中畢業後，便先後入讀加州大學聖塔芭芭拉分校和加州理工學院。他於1979年在加州大學聖塔芭芭拉分校獲得物理學文學士學位，並於1984年在加州理工學院獲得天文學博士學位。同時，他亦成為了加州理工學院赫茲基金會會士，以及加州大學柏克萊分校米勒研究員。後來，他更成為加州大學柏克萊分校的教授。之後，他開始專注研究工作，其研究範圍包括超新星和活动星系核，並且常利用光学、紫外线和红外线的波長分析。

## 研究
菲利潘科是超新星宇宙學計畫和高红移超新星搜索队的成員，這兩個組織均旨在透過觀測銀河系外的超新星找出宇宙暴是否正在加速膨脹。宇宙加速膨脹意味著暗能量的存在，並於1998年獲《科学》雜誌選為年度頂級科學突破。
菲利潘科是卡茨曼自动成像望远镜計劃的創辦人及總負責人，卡茨曼自动成像望远镜是一個位於利克天文台的機器人望遠鏡，是至今其中一個最成功的超新星搜索望远镜，至今已發現878個超新星。他也是核團隊的成員，核團隊旨在透過使用哈勃太空望遠鏡測量超大質量黑洞，並找出星系中央黑洞的質量和速度色散的關係。在1996年至2006年期間，菲利潘科獲路透社列為在空間科學中最常被引用的研究者。

## 媒體露面
菲利潘科經常在歷史頻道紀錄片《宇宙》中亮相，是紀錄片中其中一位最常出現的專家。除此以外，他亦曾在《宇宙是如何運作的》、《新星》、《探索時間》等多部紀錄片中出現。

## 榮譽和獎勵
菲利潘科於1992年獲頒牛頓·萊西·皮爾斯天文學獎，並於2000年獲頒古根海姆獎學金。他亦於2009年成為美国国家科学院院士。除了上述承認他貢獻的獎項外，他亦因其教學而獲得了無數榮譽，其中包括2007年美國物理教師協會的里克特邁耶紀念獎、以及2004年Wonderfest的卡爾·薩根科學普及獎。於2006年，菲利潘科獲頒年度美國教授獎，該獎項是由卡內基教學促進基金會贊助，推進和支持教育理事會監察。他亦九度獲加州大學柏克萊分校學生會選為「最佳教授」。於2010年，菲利潘科因其卓越的天文學教學，獲太平洋天文学会頒發理查德·H·埃蒙斯獎。於內2012年，他應邀發表第42屆奧本海默紀念演講

## 外部連結
- 阿列克謝·菲利潘科官方網頁 （页面存档备份，存于）
- 一般天文學簡介 （页面存档备份，存于） – 加州大學伯克利分校網上直播
- 暗能量和宇宙失控 （页面存档备份，存于） – 加州大學伯克利分校網上直播